# 華仁愛
華仁愛（1909年6月9日—2011年12月4日），美國護理師，長年在福建與臺灣服務，為彰化基督教醫院與馬偕醫院培育公共衛生護士。

## 生平
華仁愛（Jeane Walvoord）1909年6月9日生於日本，父親是美國派往日本的宣教士。十歲時父親逝世前，她立志要學習父親，之後隨母親回美國，長大後取得密西根大學公共衛生碩士學位，受教會差派前往廈門教會醫院服務。
1931年1月，華仁愛至鼓浪嶼服務，日後擔任護理主任兼護士學校校長，能說一口流利的閩南語。她也待過小溪、漳州、東安島等地。中華人民共和國建立後，她目睹一位漳州的國民政府官員被公審、送去刑場。她與其他醫療人員在經歷一連串審判和批評後，1951年3月驅除出境至英屬香港。首先她回美國休息幾個月，第二年往菲律賓協醫院成立護理部。
1954年，彰化基督教醫院院長蘭大弼邀請華仁愛到臺灣接任英國籍的賀恩惠，作彰基護理部主任。次年彰基設立護理學校，華仁愛擔任校長並主授內外科看護學與公共衛生課程，自己編寫公共衛生教科書、訓練公共衛生護士，為中臺灣地區培養護理人才。1961年，馬偕院長羅慧夫邀請她前往馬偕醫院擔任護理部主任兼任護理學校校長，彰基護理學生就前往馬偕受訓兩年再回彰基實習，兩校合作六年之久。
華仁愛一遇貧困病人要輸血，必定不顧旁人勸阻，捲起衣袖就捐血，每次至少五百毫升，有很多次都不支昏倒，直到她六十歲因此昏倒，醫生才向她下嚴厲的禁令。1973年5月12日，台灣省立護專大禮堂，行政院衛生署長顏春輝頒獎給服務廿五年以上的資深護士，當時華仁愛已服務四十年。到六十餘時，她沒有結婚。
華仁愛每年耶誕節前夕，會自掏腰包買禮物送給整個醫院的兒童病患。1974年1月13日，中華民國各界表揚好人好事運動推行委員會總幹事王家銓，將紀念牌致贈給即將回密西根州照顧母親的華仁愛。該月15日，在馬偕醫院董事會胡茂生、同事、義子義女、以及受他照顧過的病友約二百多位送行下，華仁愛自台北松山機場搭機回去美國。後來，彰基將所屬的產後護理之家以她為名作紀念。
華仁愛晚年仍在美國的教會參與巡迴宣教工作，一直到她九十三歲都還是教會機構義工。2011年11月，她因跌倒骨折，12月4日去世。